# 豊住徳太郎
豊住 徳太郎（とよずみ とくたろう、男性、1975年6月7日 - ）は、日本のプロボクサー。元OPBF東洋太平洋ミドル級チャンピオン。熊本県熊本市出身。本田フィットネスボクシングジム所属。
試合のほとんどを九州で行った（20戦中17試合）。

## 来歴
- 1996年10月5日、デビュー戦を熊本市で日高和彦とウェルター級で行う。この試合に2RKOで敗れ黒星スタートとなる。その後階級を上げミドル級となる。
- 1999年4月10日、デビュー戦での負け以降8戦7勝1引分で全日本ミドル級新人王に西軍代表として、東日本新人王鈴木悟と後楽園ホールで争う。6R判定で敗退し2敗目を喫する。
- 1999年11月29日、1戦1勝後大阪府立体育会館で森下英樹との試合で8R引分。
- 2000年4月15日、後楽園ホールで前日本ミドル級王者大谷信直との試合に出場。10R引分に終わる。またこの試合が最後の日本人との試合となった。
- 2003年2月22日、6戦6勝で保住直孝が返上し空位となったOPBF東洋太平洋ミドル級王者決定戦に東洋7位として東洋2位のイアン・マクロード（当時オーストラリアミドル級王者）と熊本県益城町総合体育館で争う。この試合を12R判定でものにし初タイトルを得る。
- 2003年9月7日、熊本県益城町総合体育館で指名挑戦者東洋1位のサム・ソリマン（オーストラリア・当時IBF環太平洋ミドル級王者）を迎えての防衛戦で1-2の12R判定で敗れ防衛ならず引退する。生涯戦績は20戦14勝(6KO)3敗3引分。